# Ґрем Брюер
Ґрем Брюер  (англ. Graeme Brewer, 1 грудня 1958) — австралійський плавець, олімпійський медаліст.

## Виступи на Олімпіадах
| Олімпіада         | Дисципліна                            | Місце     |
| ----------------- | ------------------------------------- | --------- |
| Москва 1980       | плавання на 100 метрів вільним стилем | 8         |
| Москва 1980       | плавання на 200 метрів вільним стилем | 3         |
| Москва 1980       | плавання на 400 метрів вільним стилем | 2 h1 r1/2 |
| Москва 1980       | естафета 4 × 200 вільним стилем       | 7         |
| Лос-Анджелес 1984 | естафета 4 × 200 вільним стилем       | 4         |